# Kasserine (guvernement)

Guvernementet Kasserines läge i Tunisien.

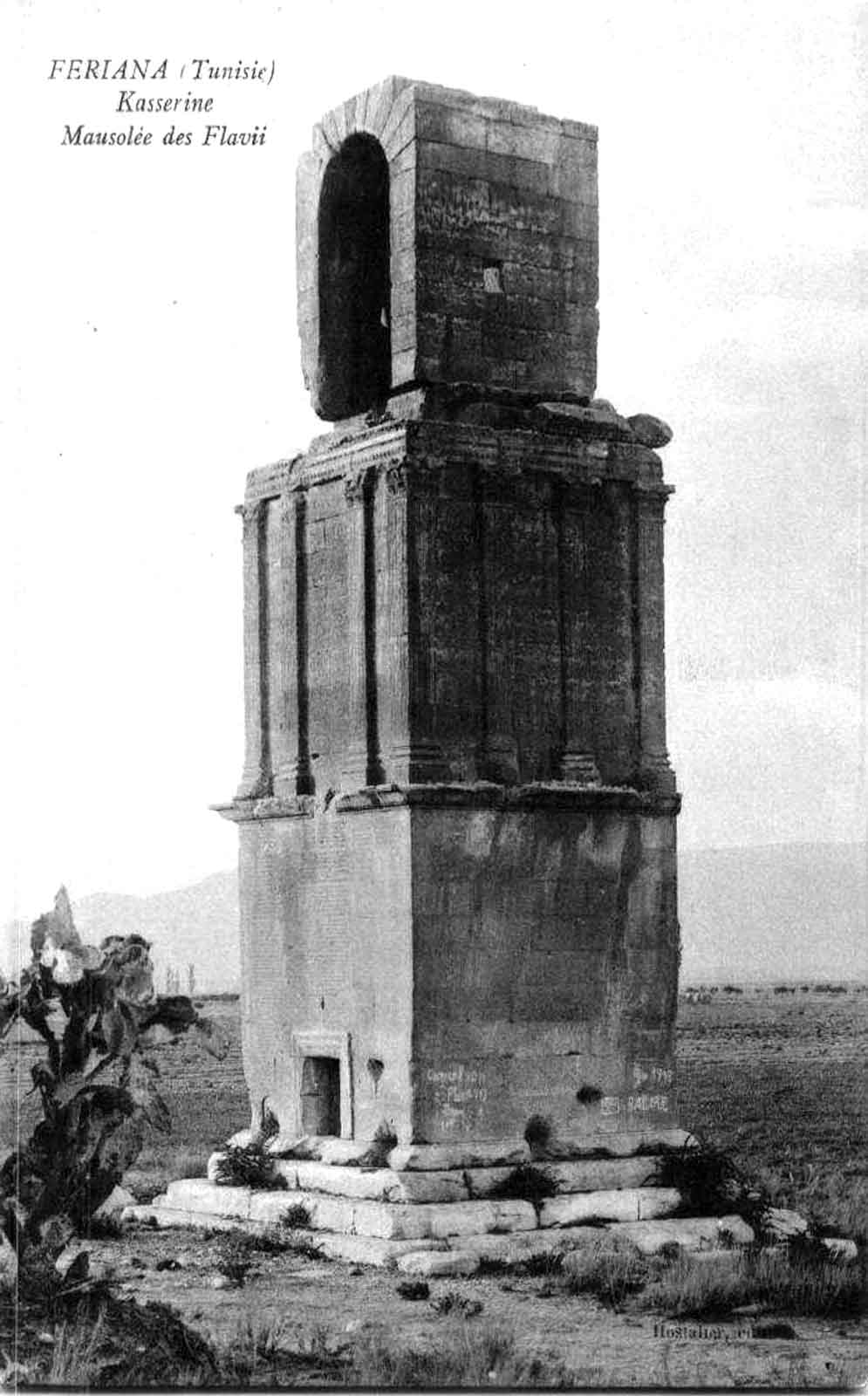
Romerskt mausoleum vid huvudstaden Kasserine, cirka år 1900.

Kasserine (guvernement) (arabiska: ولاية الڨصرين Wilāyat al-Gaṣrīn, uttalas [ɡasˤˈriːn]), ibland stavat Casrein, är ett av de tjugofyra guvernementen (provinserna) i Tunisien. Det ligger i västra centrala Tunisien på gränsen till Algeriet, strax norr om landets geografiska mittlinje. Det täcker en yta på 8 260 km2 och har en befolkning på 465 000 invånare (2022). Huvudstad är Kasserine, som ligger vid foten av Jebel ech Chambi, som är Tunisiens högsta berg, som i sin tur är en del av Atlasbergen. Berget och dess tillhörande brant bildar en egen nationalpark i provinsen.

## Sevärdheter
I Kasserine guvernement finns två av de mest kända romerska platserna i Tunisien, Sbeitla och Haidra. Tetrarkins triumfbåge vid infarten till Sbeitla restes till minnet av de fyra kejsarna som styrde det romerska imperiet år 300, strax före Konstantin den stores styre.

## Idrott
Guvernementet Kasserines populäraste idrottsklubbar är idrottsföreningen i Sbeitla samt AS Kasserine.

## Galleri

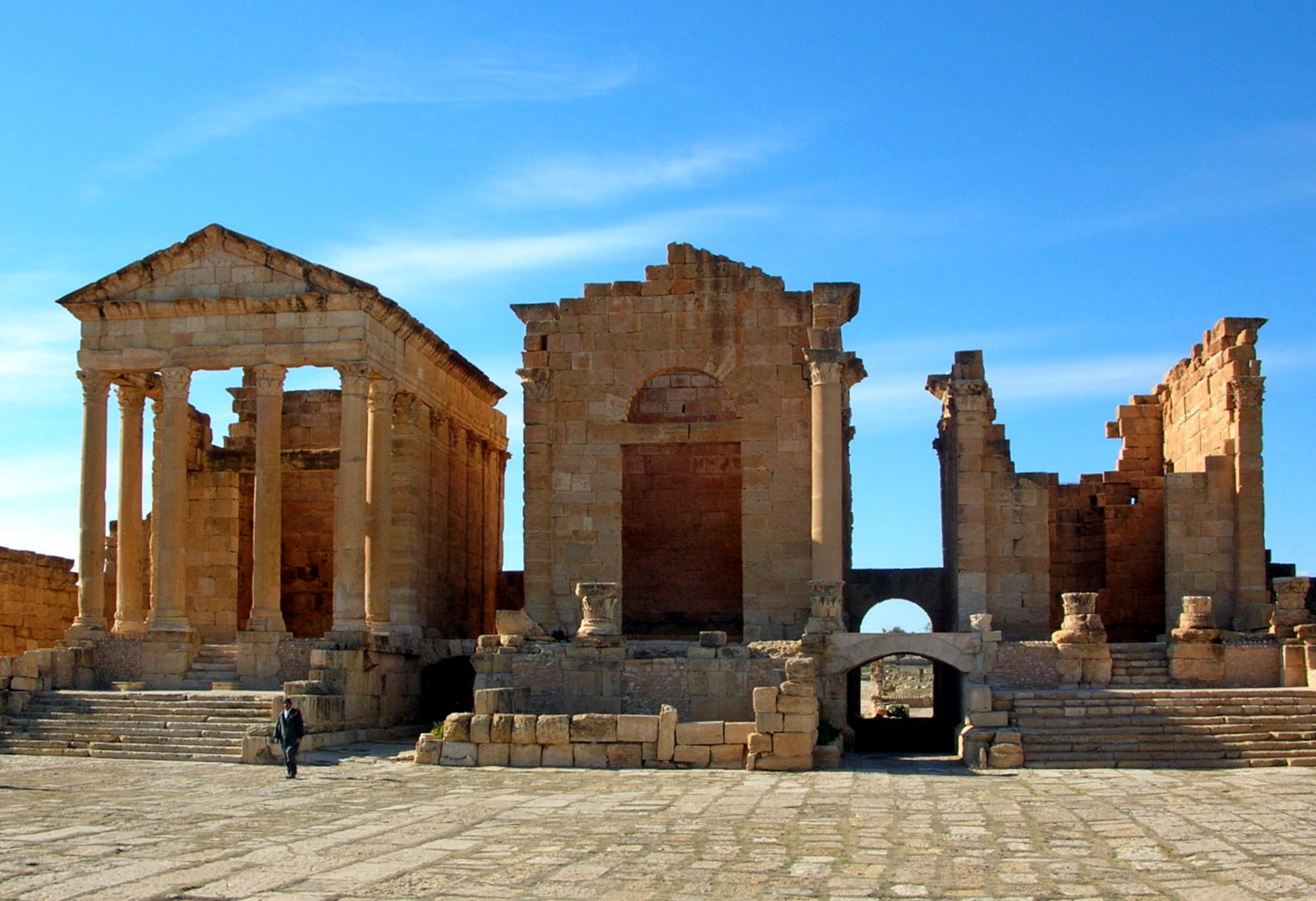
Tempel
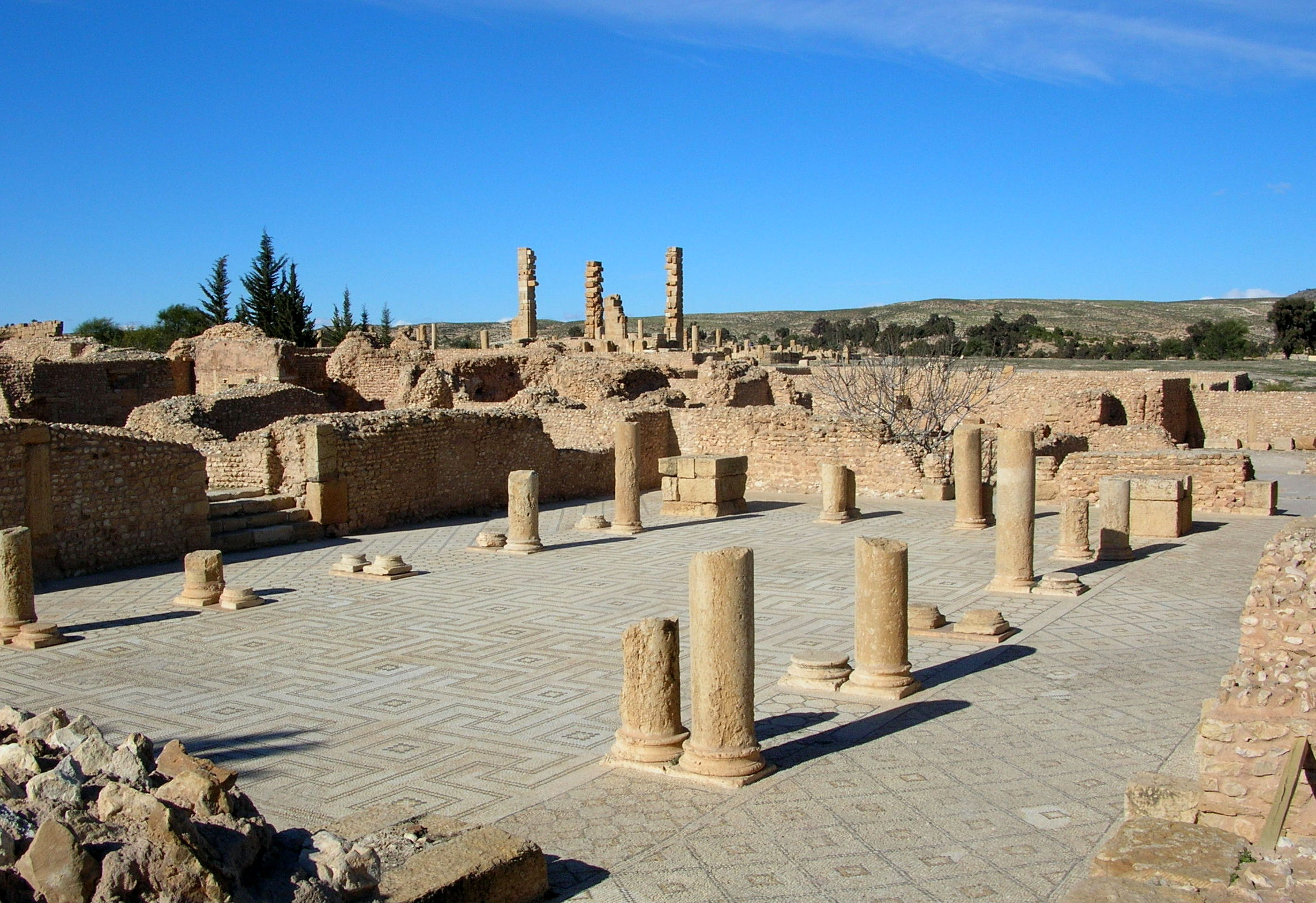
Allmänna bad
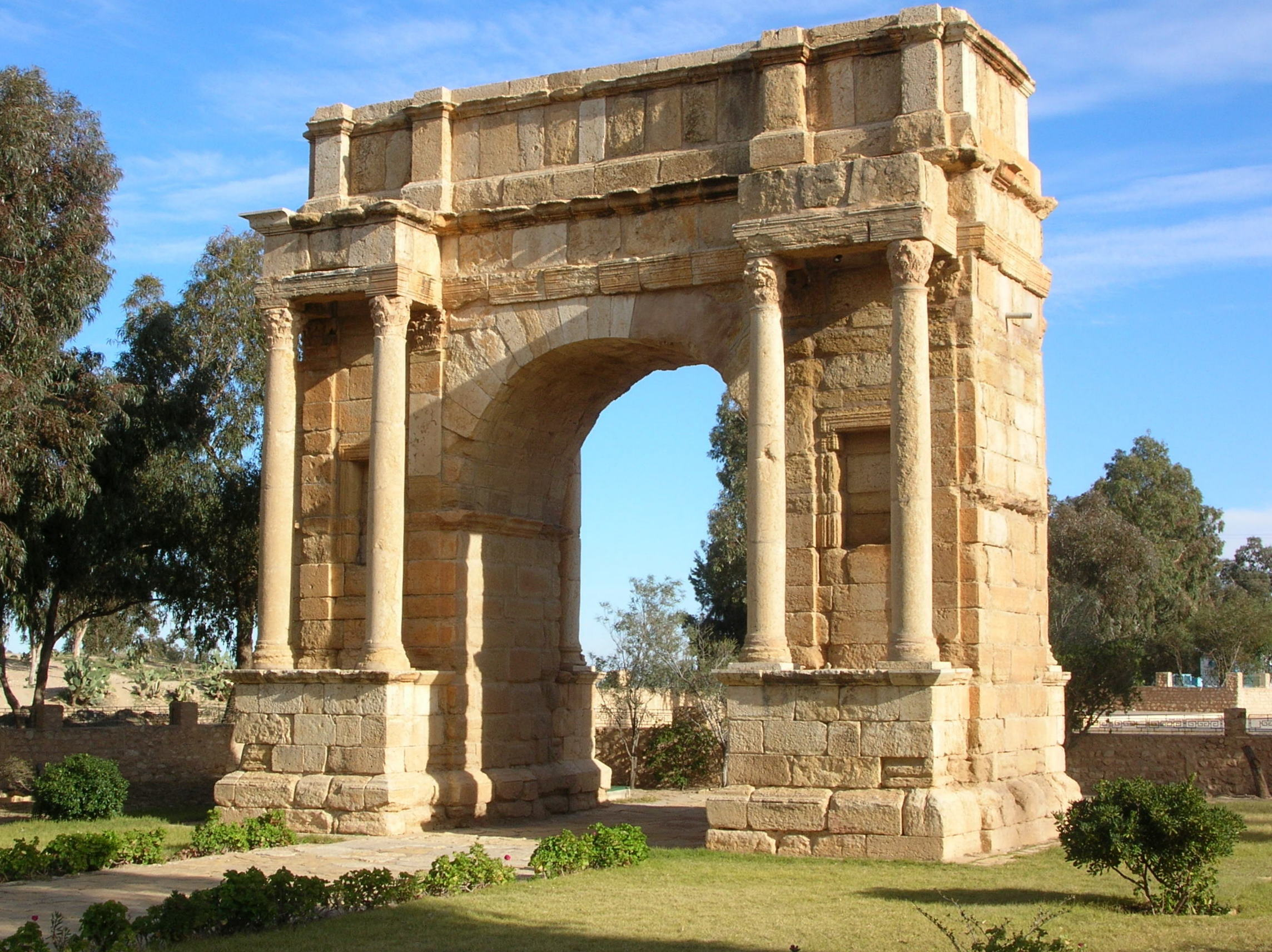
Diocletianus triumfbåge
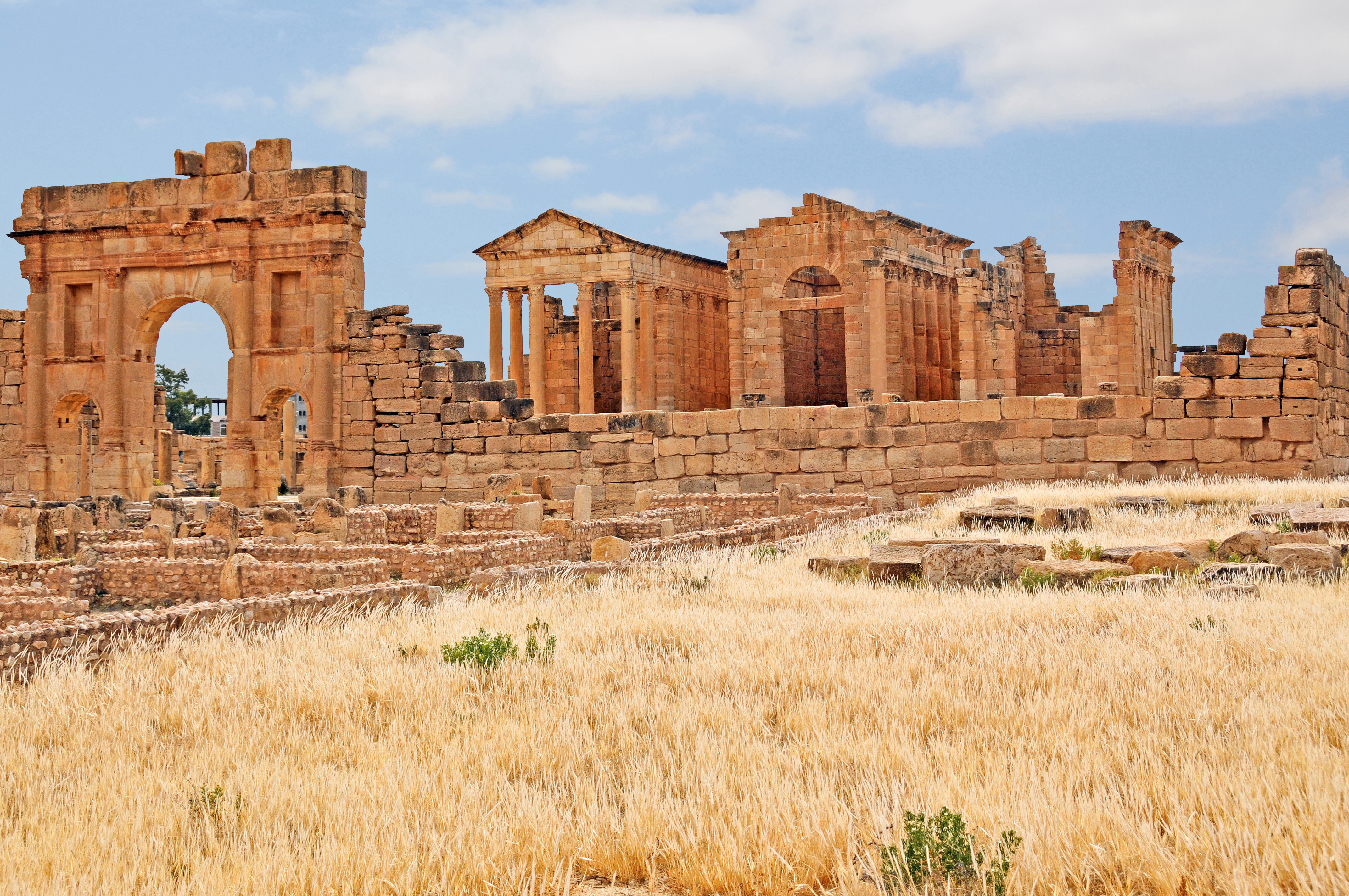
Allmänna bad

## Administrativa indelningar
| Delegation                               | Befolkning år 2020 |
| ---------------------------------------- | ------------------ |
| El Ayoun                                 | 19.632             |
| Ezzouhour                                | 22.803             |
| Fériana                                  | 55.137             |
| Foussana                                 | 43.121             |
| Haïdra                                   | 10.690             |
| Hassi El Ferid                           | 20.920             |
| Jedelienne                               | 11.991             |
| Kasserine Nord                           | 65.561             |
| Kasserine Sud                            | 22.099             |
| Majel Bel Abbès                          | 24.234             |
| Sbeïtla                                  | 79.347             |
| Sbiba                                    | 40.846             |
| Thala                                    | 39.159             |
| Källor: National Institute of Statistics |                    |

## Guvernörer
Lista över guvernörer för Kasserine sedan det bildades:
| - Mustapha El Khabthani (1956-1957) - Hédi Mabrouk (1957-1958) - Ahmed Bellalouna (1959-1960) - Mehrez Bellamine (1960-1961) - Mohamed Besbes (1961-1964) - Mohamed Bellamine (1964-1966) - Mohamed Triki (1966-1969) - Abdessalem Kallel (1969-1970) - Taoufik Essid (1970-1973) - Hédi Jédidi (1973-1978) - Néjib Drissi (1978-1979) - Romdhane Rahli (1979-1980) - Abderahmen Mokrani (1980-1981) - Kantaoui Morjane (1981-1983) - Sadok Marzouk (1983-1984) - Mohamed Mekki (1984-1986) - Abdelkrim Azaïez (1986-1987) - Mohamed Ben Saad (1987-1988) | - Hédi Ayèche (1988-1990) - Mabrouk Bahri (1990-1993) - Salah Kacem (August–December 1993) - Béchir Jamaï (1993-1994) - Mohamed Lamine El Abed (1994-1998) - Habib Hadded (1998-2000) - Slaheddine El Abed (2000-2001) - Mahmoud Mehiri (2001-2003) - Mohamed Laïd Kidoussi (2003-2005) - Hassen Lajri (2005-2010) - Mohamed Hafedh Cherif (2010-2011) - Slaheddine Amouchi (2 februari 2011, avskedad) - Béchir El Bedoui (5 augusti 2011-27 augusti 2012) - Mohamed Sidhom (27 augusti 2012-28 februari 2014) - Atef Boughatas (28 februari 2014-22 augusti 2015) |